# Bulava

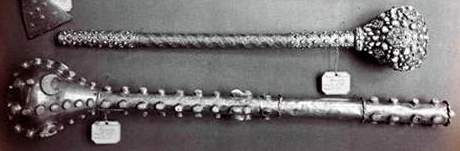
Un parell de bulaves.

La bulava (en polonès: buława; en rus: булава) era una maça cerimonial portada pel Hetman, un oficial del màxim grau militar (el Gran Hetman o el Hetman de Camp de Polònia, la Confederació de Polònia i Lituània i el Cap Otomà d'Ucraïna) o el màxim cap militar d'un estat cosac.
Als idiomes eslaus, la bulawa es refereix a una maça tant en sentit cerimonial com armamentística. Els Hetmans habitualment afegien la imatge d'una bulava als seus escuts d'armes. Actualment, la bulava apareix a la insígnia de rang de Mariscal de Polònia. A l'època de la República Popular d'Ucraïna el Cap de l'Estat Major General de l'Exèrcit Ucraïnès era anomenat General Bulawa. La bulava és també un símbol oficial del President d'Ucraïna.

## Galeria

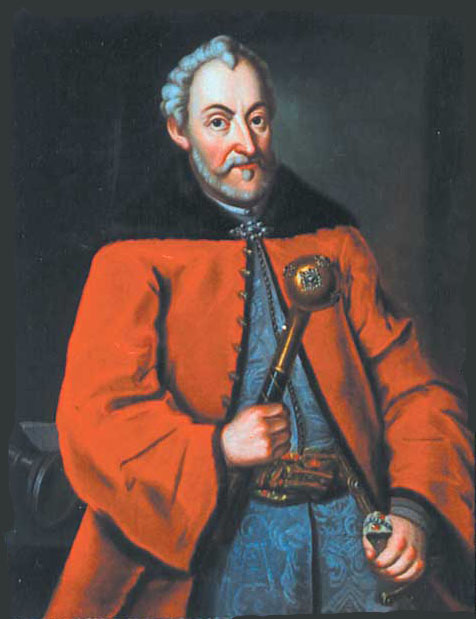
Hetman Jan Zamoyski vestit amb una dèlia vermella i un żupan de seda blava. A la mà dreta porta la buława de hetman.
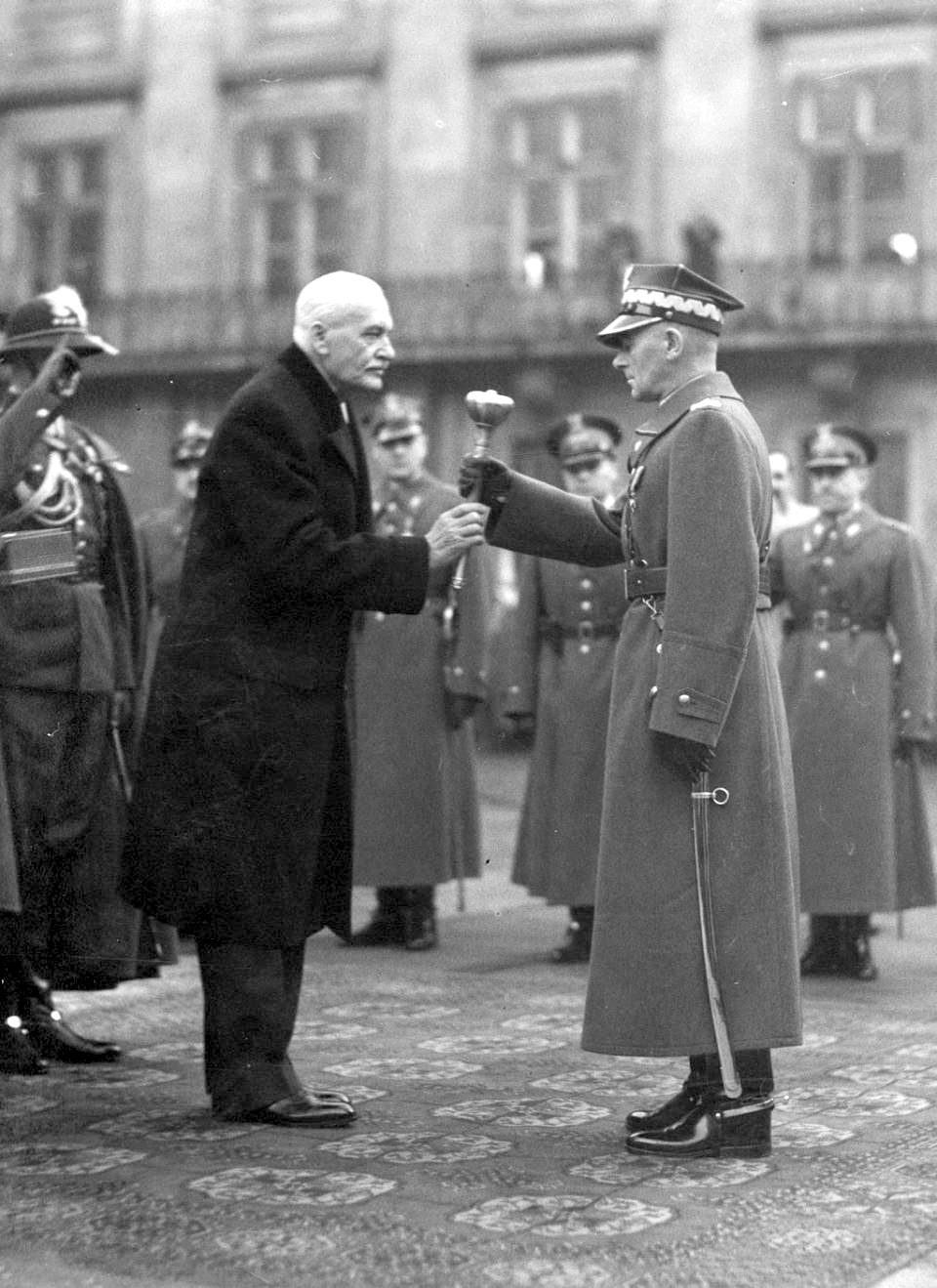
Edward Rydz-Śmigły (dreta) rep la buława de Mariscal de mans del President polonès Ignacy Mościcki, Varsòvia, 10 de novembre de 1936.
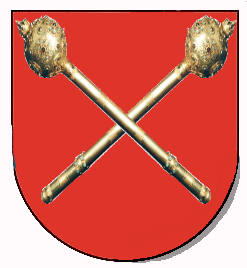
Escut heràldic de Hetmans polonesos
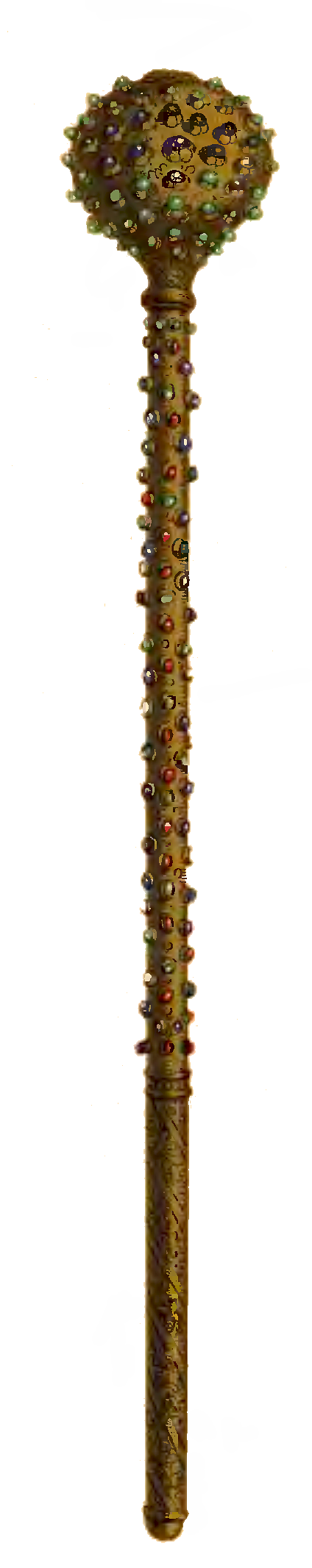
Bulawa del Hetman Marcin Kalinowski